# August Vermeylen

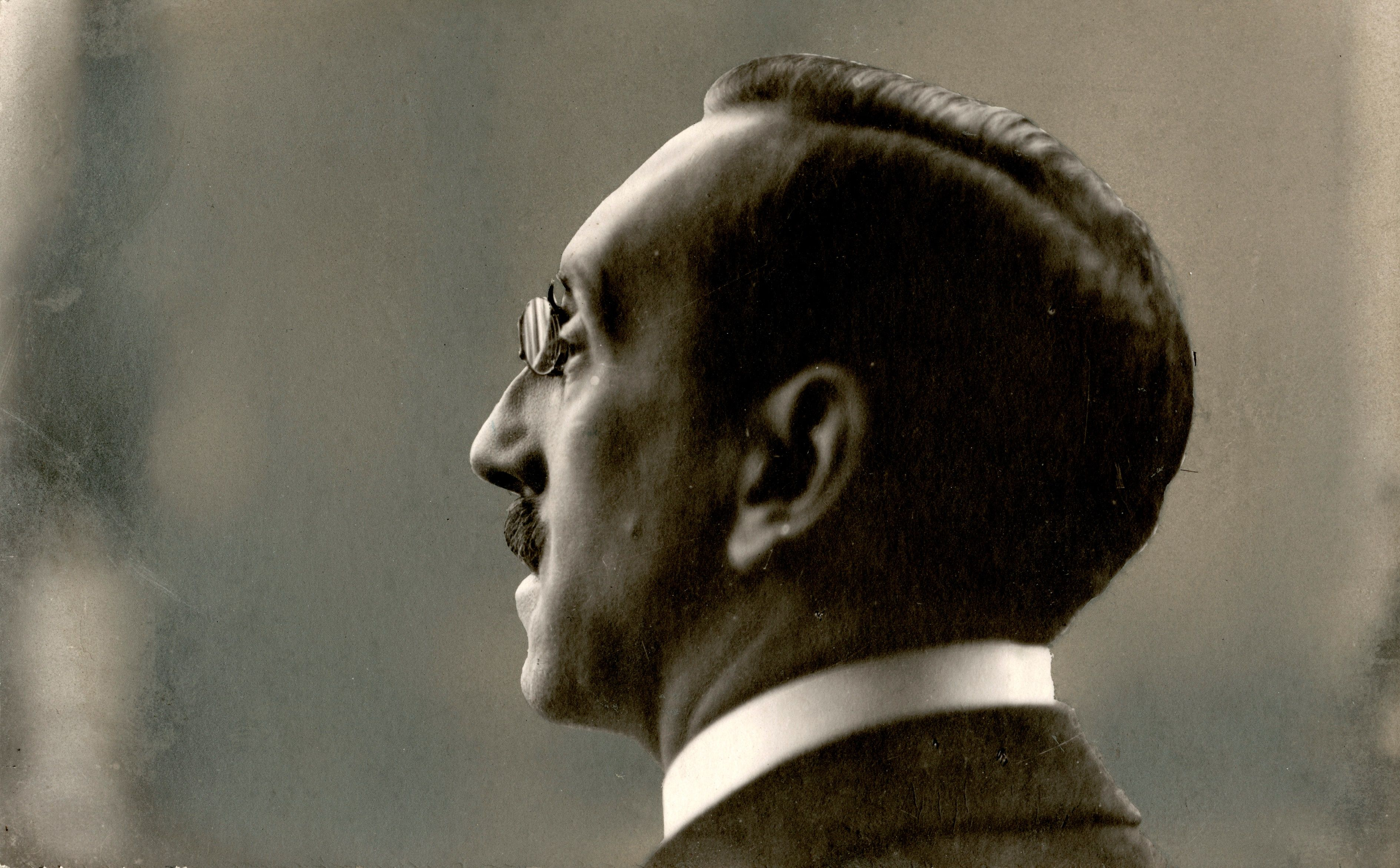
August Vermeylen

August Vermeylen (* 12. Mai 1872 in Brüssel; † 10. Januar 1945 in Ukkel) war ein flämischer Schriftsteller, Literaturkritiker, Kunsthistoriker und Politiker. Er veröffentlichte insgesamt 20 Bücher und saß von 1921 bis 1945 als Vertreter der Belgischen Arbeiterpartei im belgischen Senat.
Vermeylen war mit Henry van de Velde bekannt und als er 1893 gemeinsam mit Prosper Van Langendonck, Cyriel Buysse und Emmanuel De Bom die Literaturzeitschrift Van Nu en Straks gründete, gestaltete van de Velde für die Zeitschrift die Titelschrift. Die Buchstaben waren schwer entzifferbar, in ein welliges Liniengefüge eingefügt, das das Programm symbolisierte.
Sein möglicherweise bekanntestes Werk ist der Roman Der ewige Jude von 1906, der jedoch keine Rolle für den späteren nationalsozialistischen Propagandafilm spielte.
Seit 1932 war er auswärtiges Mitglied der Königlich Niederländischen Akademie der Wissenschaften. Ab Dezember 1937 war er kurzzeitig korrespondierendes Mitglied der Académie royale des Sciences, des Lettres et des Beaux-Arts de Belgique.